# Meillers
 Meillers  es una población y comuna francesa, situada en la región de Auvernia, departamento de Allier, en el distrito de Moulins y cantón de Souvigny.

## Demografía
| 351 | 309 | 240 | 225 | 173 | 169 |
| Para los censos de 1962 a 1999 la población legal corresponde a la población sin duplicidades (Fuente: INSEE [Consultar]) |     |     |     |     |     |